# Балка Калинова
Балка Калинова (рос. Б. Калиновая) — балка (річка) в Україні у Новопсковському районі Луганської області. Ліва притока річки Білої (басейн Азовського моря).

## Опис
Довжина балки приблизно 6,78 км, найкоротша відстань між витоком і гирлом — 5,89  км, коефіцієнт звивистості річки — 1,15 . Формується багатьма балками.

## Розташування
Бере початок на північно-західній стороні від села Зелений Гай. Тече переважно на північний захід і на південно-західній околиці села Новобіла впадає у річку Білу, ліву притоку річки Айдар.

## Цікаві факти
- На правому березі балки на північно-східній стороні на відстані приблизно 6,93 км пролягає державний кордон Україна — Росія[2].